# Балаховская, Фаина Матвеевна
Фаи́на Матве́евна Балахо́вская (р. 1 июля 1960) — российский искусствовед, историк искусства, художественный критик. Специалист в области русского авангарда и современного искусства. Редактор рубрики «Искусство» журнала TimeOut (Москва).

## Биография
Фаина Балаховская родилась 1 июля 1960 года.
В 2001—2008 годах была колумнистом газеты «Время новостей».
Редактор рубрики «Искусство» журнала TimeOut (Москва).

## Фаина Балаховская в литературе
Фаине Балаховской посвящено стихотворение Всеволода Емелина «Раз вино налито…» со следующей концовкой:
<...>

А на старой даче

В северной стране

Ты о жертвах плачешь,

Но не обо мне.

 

Обо мне заплачет

Над рекой ветла…

Было б все иначе,

Если б ты дала.